# Онищенко Олександр Григорович
 Олекса́ндр Григоро́вич Они́щенко (*3 вересня, 1934, Чапаєвці Козельщинського району Полтавської області —†4 жовтня 2010) — український науковець, заслужений працівник вищої школи УРСР, доктор технічних наук, професор, завідувач кафедри будівельних машин та обладнання ПолтНТУ, голова Полтавського відділення галузевої Академії будівництва України, голова експертної ради Вищої атестаційної комісії України, голова спеціалізованої вченої ради із захисту дисертацій за спеціальністю «Машини та обладнання для виробництва будівельних матеріалів і конструкцій», радник ректора Полтавського національного технічного університету імені Юрія Кондратюка, голова Полтавського відділення Північно-Східного наукового центру Національної академії наук України та Міністерства освіти і науки України, академік.

## Біографічні відомості
Народився 3 вересня 1934 р. в селі Чапаєвці Козельщинського району Полтавської області в багатодітній селянській родині. 
Після закінчення у 1951 р. десятирічки вступає у Дніпропетровський хіміко-технологічний інститут. По завершенні, 1956., отримує диплом й за розподілом був направлений на роботу на Сумський завод хімічного машинобудування. У післявоєнні роки на заводі здійснювалися значні роботи по оновленню та реконструкції: були розширені й реконструйовані ливарний, компресорний, котельний, інструментальний та інші цехи. Продукція, що її випускав Сумський завод хімічного машинобудування, йшла на відбудову підприємств вугільної та хімічної промисловості країни, відправлялася на обладнання ряду
хімічних підприємств Радянського Союзу, широко експортувалася до Народної Республіки Болгарії, Польської Народної Республіки, Демократичної Республіки В'єтнам, Корейської Народно-Демократичної Республіки. У повоєнні роки завод перетворився на одне з найбільших підприємств машинобудування СРСР.
На даному заводі О. Г. Онищенко працював спочатку майстром механічного цеху, потім старшим інженером-конструктором. Перегодом Його призначили провідним конструктором, а потім — начальником лабораторії. Пізніше  він став головним конструктором Сумського заводу хімічного машинобудування.
Із грудня 1960 до 1970 рр. О. Г. Онищенко працював керівником групи, а потім головним  конструктором Українського науково-дослідного інституту гідравлічного видобутку вугілля м. Ворошиловграда (Луганська), де поєднував напружену виробничу та науково-дослідницьку робочу. 
У листопаді 1969 р. О. Г. Онищенко успішно захистив кандидатську дисертацію. У 1970 р. присуджено вчений ступінь кандидата технічних наук та звання доцента.
Протягом трьох років, із грудня 1970 до листопада 1973 рр., О. Г. Онищенко працював на викладацькій роботі у вищій школі: завідував кафедрою нарисної геометрії та інженерної графіки
Хмельницького технологічного інституту побутового обслуговування. Потія призначено проректором з навчальної роботи.
Восени 1973 р. через сімейні обставини родина Онищенків переїхала до м. Полтави, де у Полтавському інженерно-будівельному інституті Олександр Григорович очолив кафедру
нарисної геометрії та графіки.
У 1977 р. О. Г. Онищенко видав методичні вказівки «Методы графического оформления чертежей», у 1978 р. — «Сборочный чертёж». У 1975 р. О. Г. Онищенка призначили проректором із навчальної роботи Полтавського інженерно-будівельного інституту. 
У травні 1982 року О. Г. Онищенка призначили ректором Полтавського інженерно-будівельного інституту.
У жовтні 1992 р. Онищенко захистив докторську дисертацію на тему «Створення ефективності засобів механізації для штукатурних робіт».
Читав  «Промислове та цивільне будівництво» лекційний курс «Будівельна техніка», підготував до друку та видав понад 10 підручників і навчальних посібників, опублікував 200 наукових праць, виконав близько 50 авторських свідоцтв і патентів на винаходи.
Помер 4 жовтня 2010 року.

## Наукова кар’єра, досягнення
Обраний членом експертної ради ВАКу з даної спеціальності. У 1999 р. академіка обрали головою Полтавського відділення Північно-Східного наукового центру Національної академії наук України та
Міністерства освіти і науки України, яке діє на базі технічного університету імені Юрія Кондратюка.
автор більш ніж 200 наукових праць із гірничої справи, будівництва та педагогіки, які відзначаються фундаментальністю і практичною значимістю.
Голова Полтавського відділення Північно-Східного наукового центру НАН України, депутат Полтавської міської ради.

## Відзнаки, нагороди
Почесний громадянин міста Полтави, відзначений державними нагородами: орденом «Знак Пошани» — 1981 р.; почесним званням «Заслужений працівник вищої школи Української РСР» — 1984 р.; нагрудним знаком «Відмінник освіти України» — 1994 р.; орденом «За заслуги» ІІІ ступеня — 1999 р.; Почесною грамотою Кабінету Міністрів України — 2001 р.; орденом Миколи Чудотворця І ступеня — 2002 р.; Почесною грамотою МОН України — 2003 р.; нагрудним знаком «Петро Могила» — 2005 р.; нагрудним знаком «За наукові досягнення» — 2007 р.; медаллю «Ушинський К. Д.» — 2010 р.; лауреат Державної стипендії видатним діячам науки — 2006 р. У 2009 році професорові О. Г. Онищенку була присуджена Полтавська обласна премія імені А. С. Макаренка.